# Albert Sambi Lokonga
Albert-Mboyo Sambi Lokonga (Verviers, 22 oktober 1999) is een Belgische-Congolees voetballer die doorgaans als middenvelder speelt. Hij stroomde in 2017 door vanuit de jeugd van RSC Anderlecht naar de A-ploeg en werd in juli 2021 getransfereerd naar Arsenal. Profvoetballer Paul-José Mpoku is zijn broer. In september 2021 maakte Lokonga zijn debuut voor de Belgische nationale ploeg.

## Clubcarrière

### Anderlecht
In november 2017 tekende Albert Sambi Lokonga bij RSC Anderlecht een contract tot 2020. Een maand later, op 22 december 2017, maakte de middenvelder zijn debuut voor de Brusselse club in de competitiewedstrijd tegen KAS Eupen. Hij mocht toen van trainer Hein Vanhaezebrouck in de basis starten. In zijn eerste seizoen bij de profs klokte Sambi Lokonga af op zeven wedstrijden.
In het seizoen 2018/19 kreeg Sambi Lokonga door de blessure van Adrien Trebel vanaf november 2018 voluit zijn kans op het Anderlechtse middenveld. In zijn achtste wedstrijd van het seizoen, op 16 december 2018 tegen Cercle Brugge, werd Sambi Lokonga tijdens de rust vervangen wegens een blessure. Onderzoek wees uit dat de middenvelder gescheurde kruisbanden had opgelopen in het Jan Breydelstadion, waardoor zijn seizoen erop zat.
Sinds september 2019 speelde hij weer bijna elke minuut bij Anderlecht wat resulteerde in contractverlenging tot juni 2023.
In seizoen 2020/2021 verkreeg Lokonga de aanvoerdersband nadat doelman en vaste kapitein Hendrik Van Crombrugge een langdurige blessure opliep. Er ontstond wat commotie rond hem daar hij tijdens een diversiteitscampagne zijn regenboogband niet zichtbaar droeg door ongelukkig de gewone aanvoerdersband er over te dragen, wat werd opgelost door daaropvolgende wedstrijd de regenboogband nogmaals te dragen.

### Arsenal
In juli 2021 verkreeg Lokonga een voor hem droomtransfer met een vijfjarig contract naar Arsenal FC voor naar verluidt een bedrag van minstens 17 miljoen euro en circa 4 miljoen aan potentiële bonussen. Hij verkoos er te spelen met de naam Sambi op zijn shirt. Manager Mikel Arteta gebruikte Lokonga in twaalf van de eerste dertien wedstrijden aan het begin van zijn debuutseizoen in de Premier League. Hij startte negen keer in de basis. Naarmate het seizoen vorderde raakte hij uit de gratie en speelde hij nog maar zeven keer in de competitie.
Een soortgelijk verhaal in zijn tweede seizoen bij Arsenal. Hij speelde aanvankelijk mee in zes van de eerste acht competitiewedstrijden, waarvan twee keer als basisspeler. Daarna verzeilde hij terug naar de bank en kwam hij niet meer in actie. In zijn tweede seizoen speelde hij amper 195 minuten mee. Omdat Arsenal met Jorginho een extra middenvelder haalde zou de speeltijd van Lokonga nog geringer worden. Om aan spelen toe te komen dwong een verhuur zich op. Lokonga speelde voor Arsenal in zijn eerste anderhalf jaar 39 wedstrijden, maar kon zich nooit opwerpen tot vaste titularis. 

#### Verhuur aan Crystal Palace
Op 31 januari 2023 werd Lokonga tot het einde van het seizoen verhuurd aan Crystal Palace. Bij Palace ontpopte Lokonga zich onder trainer Patrick Vieira zich snel tot titularis. Echter nadat Vieira eind maart wegens tegenvallende resultaten vervangen werd door Roy Hodgson kwam Lokonga amper nog in het stuk voor. Hij speelde mee in negen wedstrijden waarvan vijf onder Vieira en twee onder Hodgson.

#### Verhuur aan Luton Town
Net voor het sluiten van de transfermarkt maakte Albert Sambi Lokonga op 1 september 2023 op huurbasis, dit keer voor een volledig seizoen, de overstap naar promovendus Luton Town. Bij Arsenal zat hij op een dood spoor.
Manager Rob Edwards gaf hem veel vertrouwen. Lokonga debuteerde op 16 september tegen Fulham meteen in de basis. De wedstrijd werd met 0-1 verloren. In de tweede wedstrijd mocht hij opnieuw spelen. Daarna verdween hij een hele tijd uit beeld door een hamstringblessure. Pas op 10 december, tegen Manchester City FC kwam hij opnieuw aan de oppervlakte met een invalbeurt. Twee dagen voor Kerstmis, tegen Newcastle United FC vond de wedergeboorte van Albert Sambi Lokonga plaats. De voormalige aanvoerder van Anderlecht stond die dag voor het eerst in drie maanden nog eens in de basis bij Luton Town. Met Sambi in de ploeg verloor het bescheiden Luton sindsdien amper één keer in zeven duels. Op het middenveld vormde hij een sterk koppel met Ross Barkley. Jürgen Klopp vroeg zich luidop af waarom Arsenal hem uitleende.
Op de voorlaatste speeldag, tegen West Ham United FC scoorde Lokonga zijn eerste premier league goal. De wedstrijd werd echter met 3-1 verloren waardoor degradatie van zijn ploeg heel dicht bij kwam. Ondanks een sterk seizoen kon Lokonga Luton niet behoeden voor degradatie in de Premier League. Lokonga speelde mee in 17 competitiewedstrijden waarin hij goed was voor één goal en drie assists.

#### Verhuur aan Sevilla
Op 15 juli 2024 werd bekend gemaakt dat Lokonga voor één seizoen verhuurd werd aan Sevilla FC, een subtopper in de Spaanse Primera División. Er werd ook een aankoopoptie in de overeenkomst opgenomen.

## Clubstatistieken
| Seizoen                         | Club           | Land        | Competitie         | Competitie | Competitie | Beker | Beker | Europees | Europees | Totaal | Totaal |
| Seizoen                         | Club           | Land        | Competitie         | Wed.       | Dlp.       | Wed.  | Dlp.  | Wed.     | Dlp.     | Wed.   | Dlp.   |
| ------------------------------- | -------------- | ----------- | ------------------ | ---------- | ---------- | ----- | ----- | -------- | -------- | ------ | ------ |
| 2017/18                         | RSC Anderlecht | België      | Jupiler Pro League | 7          | 0          | 0     | 0     | 0        | 0        | 7      | 0      |
| 2018/19                         | RSC Anderlecht | België      | Jupiler Pro League | 6          | 0          | 0     | 0     | 2        | 0        | 8      | 0      |
| 2019/20                         | RSC Anderlecht | België      | Jupiler Pro League | 23         | 0          | 3     | 0     | —        | —        | 26     | 0      |
| 2020/21                         | RSC Anderlecht | België      | Jupiler Pro League | 33         | 3          | 4     | 0     | —        | —        | 37     | 3      |
| Club Totaal                     | Club Totaal    | Club Totaal | Club Totaal        | 69         | 3          | 7     | 0     | 2        | 0        | 78     | 3      |
| 2021/22                         | Arsenal FC     | Engeland    | Premier League     | 13         | 0          | 2     | 0     | —        | —        | 15     | 0      |
| 2022/23                         | Arsenal FC     | Engeland    | Premier League     | 6          | 0          | 2     | 0     | 6        | 0        | 14     | 0      |
| Club Totaal                     | Club Totaal    | Club Totaal | Club Totaal        | 13         | 0          | 2     | 0     | 0        | 0        | 15     | 0      |
| TOTAAL                          | TOTAAL         | TOTAAL      | TOTAAL             | 82         | 3          | 9     | 0     | 2        | 0        | 93     | 3      |
| Bijgewerkt op 15 december 2021. |                |             |                    |            |            |       |       |          |          |        |        |

## Interlandcarrière
Op 19 maart 2021 werd Sambi Lokonga voor het eerst door bondscoach Roberto Martínez geselecteerd voor de Rode Duivels voor de WK kwalificatiewedstrijden tegen Wales, Tsjechië en Wit-Rusland. Hij was een van de twee nieuwe gezichten. Ook Orel Mangala kreeg zijn eerste oproepingsbrief voor de grote jongens. Op 2 september 2021 maakte Lokonga zijn debuut voor de nationale ploeg in een WK-kwalificatiematch in en tegen Estland. Hij mocht in minuut 74 invallen voor kapitein Eden Hazard. De wedstrijd eindigde op 2-5. Pas 3,5 jaar later op 17 november 2024 speelde hij zijn tweede interland. Tegen Israël in de Nations League speelde Lokonga de laatste 23 minuten. België verloor met 1-0.

### Interlands
| Interlands van Albert Sambi Lokonga voor België | Interlands van Albert Sambi Lokonga voor België | Interlands van Albert Sambi Lokonga voor België | Interlands van Albert Sambi Lokonga voor België | Interlands van Albert Sambi Lokonga voor België | Interlands van Albert Sambi Lokonga voor België |
| No.                                             | Datum                                           | Wedstrijd                                       | Uitslag                                         | Soort Wedstrijd                                 | Doelpunten                                      |
| Als speler bij Arsenal                          | Als speler bij Arsenal                          | Als speler bij Arsenal                          | Als speler bij Arsenal                          | Als speler bij Arsenal                          | Als speler bij Arsenal                          |
| ----------------------------------------------- | ----------------------------------------------- | ----------------------------------------------- | ----------------------------------------------- | ----------------------------------------------- | ----------------------------------------------- |
| 1.                                              | 2 september 2021                                | Estland − België                                | 2 – 5                                           | Kwalificatie WK 2022                            | -                                               |
| Als speler bij Sevilla FC                       |                                                 |                                                 |                                                 |                                                 |                                                 |
| 2.                                              | 17 november 2024                                | Israël – België                                 | 1 – 0                                           | UEFA Nations League 2024/25                     | -                                               |
| Totaal                                          | Totaal                                          | Totaal                                          | Totaal                                          | Totaal                                          | 0                                               |
| Bijgewerkt op 17 november 2024.                 |                                                 |                                                 |                                                 |                                                 |                                                 |

## Trivia
- Hoewel Albert-Mboyo en Paul-José Mpoku broers zijn, hebben ze een verschillende achternaam. De ene draagt de familienaam van hun moeder, de andere de familienaam van hun vader.[1]
- Bij Anderlecht had hij rugnummer 48, verwijzend naar de postcode van Verviers (4800) als eerbetoon voor de stad waar hij opgegroeid is.[20]